# Vincenzo Fontana
Vincenzo Antonio Fontana (Agrigento, 16 aprile 1952) è un politico italiano, ex presidente della Provincia di Agrigento e poi deputato della XVI legislatura.

## Biografia
Medico primario dell'ospedale "San Giovanni di Dio" di Agrigento, nel 1994 aderisce a Forza Italia.
È stato eletto Presidente della Provincia di Agrigento nel 1998, raccogliendo il 50,8% dei voti in rappresentanza di una coalizione di centrodestra. Il 25 maggio 2003 è stato riconfermato Presidente, raccogliendo il 56,4% dei voti, sempre in rappresentanza di una coalizione di centrodestra: nel secondo mandato fu sostenuto, in Consiglio provinciale, da una maggioranza costituita da UDC, MpA, Forza Italia, Alleanza Nazionale, Nuovo PSI, Nuova Sicilia e Liberalsocialisti. Il mandato amministrativo è scaduto nel 2008. 
Nella primavera 2008 viene inserito tra i candidati alla Camera dei deputati del Popolo delle Libertà nella circoscrizione Sicilia 1 e risulta poi eletto in Parlamento. 
Nell'ottobre del 2012 diventa deputato all'Assemblea Regionale Siciliana, risultando il candidato più votato nella lista del PdL alle elezioni regionali siciliane del 2012 nella provincia di Agrigento, pertanto nel gennaio successivo si dimette da Camera dei Deputati. Dopo lo scioglimento del PdL nel 2013 aderisce al Nuovo Centrodestra. Conclude il proprio mandato in consiglio regionale nel 2017.
Nel marzo 2021 aderisce alla Lega per Salvini Premier.